# Burke, Virginia
Burke är en ort i Fairfax County i delstaten Virginia, USA.